# Sphenomorphus dussumieri
Sphenomorphus dussumieri är en ödleart som beskrevs av  Duméril och BIBRON 1839. Sphenomorphus dussumieri ingår i släktet Sphenomorphus och familjen skinkar. IUCN kategoriserar arten globalt som livskraftig. Inga underarter finns listade i Catalogue of Life.